# Per Gustaf Sandberg
Per Gustaf Sandberg (i riksdagen kallad Sandberg i Mörlanda), född 8 april 1823 i Hovs församling, Älvsborgs län, död där 15 december 1899, var en svensk handelsman och politiker. Han var bror till politikern Nils Sandberg.
Sandberg var ledamot av riksdagens andra kammare 1876–1884, invald i Ås och Gäsene domsagas valkrets i Älvsborgs län.